# Thyreodon robur
Thyreodon robur är en stekelart som beskrevs av Porter 1984. Thyreodon robur ingår i släktet Thyreodon och familjen brokparasitsteklar. Inga underarter finns listade i Catalogue of Life.